# Heldinnen
Heldinnen ist ein deutscher Spielfilm von Dietrich Haugk aus dem Jahr 1960 nach dem Lustspiel  Minna von Barnhelm von Gotthold Ephraim Lessing.

## Handlung
Sachsen, im 18. Jahrhundert während des Siebenjährigen Krieges. Als preußische Truppen unter dem Kommando des Majors von Tellheim die Stadt Barnhelm besetzen, soll von den  Bewohnern eine hohe Geldbuße eingetrieben werden. Als die Stadtväter flehentlich beteuern, dass die Stadtkasse leer und die Bürger arm seien, bekommt von Tellheim Mitleid und hilft den Bürgern mit einer Summe aus seinem Privatvermögen dabei, die Geldauflage erbringen zu können. Er wird als Retter der Stadt verehrt und trifft auf  einem Ball die schöne Minna von Barnhelm, in die er sich verliebt. Die beiden verloben sich sofort, allerdings muss von Tellheim mit seinem Regiment weiterziehen.
Der Film springt nun einige Jahre weiter: Der Krieg ist vorbei und Minna wartet seit Jahren vergeblich auf die Rückkehr ihres Verlobten. Sie beschließt, sich  zusammen mit ihrer als männlicher Lakai verkleideten Zofe Franziska auf die Suche nach von Tellheim zu begeben. Die beiden Frauen machen sich in einer Kutsche von Sachsen auf den Weg in Richtung Berlin. Unterwegs erleben sie eine Reihe von Abenteuern und landen schließlich im Gasthaus „Zum spanischen König“, in dem zufällig auch von Tellheim mit seinem Diener Just abgestiegen ist.
Während einiger Verwicklungen und einer Aussprache mit dem Major erfährt Minna, dass ihn  seine großmütige Hilfe von einst in den finanziellen Ruin getrieben hat und der Offizier sich nicht mehr für würdig erachtet, eine Ehe mit ihr einzugehen. Zudem werde gegen ihn wegen Bestechlichkeit ermittelt. Minna ficht das in ihrer Liebe zu ihm nicht an, aber von Tellheim erklärt ihr, sein Ehrenkodex verbiete es ihm, Minna zur Frau zu nehmen, da er  nicht einmal in der Lage sei, sie zu ernähren. Minna lässt sich nicht abwimmeln und steht in ihrer Liebe fest zu von Tellheim. Ihre Zofe Franziska verguckt sich indes in den Wachtmeister Werner, dem sie zunächst als Mann und dann als angebliche Schwester dieses Mannes gegenübertritt.

## Produktion
Die Komödie Heldinnen wurde von der Firma Sokal-Film GmbH in den Bavaria Filmstudios und in der Altstadt von Bamberg gedreht. Die Uraufführung erfolgte in verschiedenen Städten am 29. September 1960.

## Kritik
3Sat-Filmkritik: „Heldinnen entstand nach dem Theaterstück Minna von Barnhelm von Gotthold Ephraim Lessing, das zu den meistgespielten in Deutschland zählt. Getragen von pointierten Dialogen und einer zeitlosen Geschichte, erweist sich die Verfilmung als gleichermaßen geistreiche wie romantische Komödie – auch Dank der Darsteller Marianne Koch, Paul Hubschmid, Johanna von Koczian und Walter Giller.“
Film-Dienst: „Heldinnen – Ein sehr frei nach Lessings ‚Minna von Barnhelm‘ inszeniertes musikalisches Lustspiel.“
Barbara Gobrecht: „Die farbige Ufa-Produktion "Heldinnen" zitiert bisweilen und vermutlich unfreiwillig Filme wie "Die Marx Brothers im Kaufhaus" (welcher heutzutage als Pop-Film rezipiert wird) und gibt sich streckenweise als Klamotte.“